# Ontologija gena
Ontologija gena, engl. Gene Ontology ili GO, je značajna bioinformatička inicijativa da se ujedini reprezentacija gena i atributa genskih produkata kod svih vrsta. Projekat ontologije gena ima tri cilja:
- da održava i dalje razvija svoj kontrolisani rečnik atributa gena i genskih produkata;
- da anotira gene i genske produkte, i da asimilira i diseminira anotacione podatke;
- da proizvede oruđa koja omogućavaju pristup svim aspektima podataka proizvedenih projektom Ontologije gena.

GO je deo deo većeg klasifikacionog poduhvata pod nazivom Otvorena biomedicinska ontologija, engl. Open Biomedical Ontologies (OBO).

## Spoljašnje veze
- Konzorcijum ontologije gena
- OBO
- Projekat ontologije proteina
- PubOnto
- Semantika sistemske biologije
- SAD nacionalni center za biomedicinsku ontologija
- WikiProfessional